# Raúl Shaw Moreno
Raúl Shaw Moreno, pseudonimo di Raúl Alberto Shaw Boutier (Oruro, 30 novembre 1923 – Buenos Aires, 13 aprile 2003), è stato un cantante e compositore boliviano naturalizzato argentino, famoso in tutta l'America Latina negli anni Cinquanta e in parte negli anni Sessanta.

## Primi anni
I suoi genitori erano il professor Roberto Shaw Gallardo, figlio di un irlandese residente a Oruro, e Clotilde Boutier. Raúl era il secondo dei sette figli del matrimonio. All'età di tredici anni vinse un concorso per cantanti sponsorizzato dal Teatro Municipale di Oruro e si esibì con successo alla Radio el Cóndor di questa stessa città.
All'inizio degli anni '50 si trasferì a La Paz, dove lavorò come disegnatore tecnico e dipendente pubblico. In quegli anni, insieme al fratello Víctor Shaw, fondò il suo primo gruppo, il trio Los Altiplánicos, con il quale inizierà a farsi conoscere in Bolivia. Due anni dopo, nel 1948 formò il trio Los Indios, che visitò il Messico. Successivamente, insieme ai fratelli Valdez, fece parte del trio Panamerica Antawara, con il quale fece la sua prima registrazione. A quel tempo scriverà il suo primo successo: il bolero "Magaly".

## Con Los Panchos
Nel 1951, a Santiago del Cile, Hernando Avilés, prima voce Trio Los Panchos lascia la band nel pieno della tournée continentale, a causa delle sue frequenti controversie con Bojalil Gil Alfredo (Alfredo Gil), direttore artistico e requintista del popolare gruppo. In queste circostanze, gli altri membri rimanenti del gruppo Chucho Navarro e Alfredo Gil viaggiarono in Bolivia, con l'urgenza di trovare un sostituto per Aviles, per poter continuare il tour. È in queste circostanze che nel mese di novembre del 1952 Raúl Shaw Moreno fece un provino per i due membri rimanenti dei Los Panchos, Chucho Navarro e Alfredo Gil. In una stanza dell'Hotel Sucre Palace, cantando per loro Magaly, viene immediatamente accettato per sostituire Hernando Avilés. Il suo debutto come prima voce dei Los Panchos avviene in un recital radiofonico, come usava in quegli anni, nell'Auditorio della Radio Minería di Santiago del Cile. I Panchos pretendevano che Raúl Shaw Boutier cambiasse il suo nome in quello artistico di Raúl Moreno, sostenendo che i suoi cognomi erano strani per un cantante di bolero. L'orureño si rifiutò di farlo, sostituendo invece il suo cognome materno con “Moreno”, usando originariamente le virgolette nella parola, che sembra aver avuto origine dal cognome materno di Chucho Navarro.
Insieme a Los Panchos, si esibirà nei luoghi più importanti di tutta l'America Latina, con presentazioni di successo in Brasile e anche in Giappone. In soli 9 mesi negli studi di Argentina e Brasile il trio registra 31 brani considerati classici della seconda era dei Los Panchos, con titoli come “Aquellos Ojos verdes”, ”Quiéreme mucho”, ”Perfidia”, ”Bésame Mucho”, “Solamente Una vez”, ”Maria Elena”, ”Amigos”, y "Lágrimas de Amor" (Canzone composta da Raúl Shaw).
Raúl Shaw Moreno si allontana dal trio nel 1952, prima di completare un anno come prima voce, forse per disaccordi con Alfredo Gil. Un'altra versione per spiegare la sua breve collaborazione con Los Panchos è che la sua voce pastosa e con armoniche basse non si adattava al gusto degli altri membri del trio, che preferivano come prima voce un tenore dal registro acuto e siccome il contratto con Shaw era in linea di principio per un anno, si sarebbero separati in termini molto buoni. In un'intervista realizzata nel 1994, Raúl afferma:

## Il Trio Los Peregrinos
Dopo essersi separato da Los Panchos, Raúl Shaw Moreno ha una breve ma fertile permanenza a Santiago del Cile. È già in piena maturità della sua arte musicale e desta l'interesse della filiale cilena della compagnia discografica Odeon. Così, con i cileni Fernando Rossi e José González, forma il Trio Los Peregrinos, facendo il suo debutto con questo gruppo anche alla Radio Corporación de Santiago. Con il Trio Los Peregrinos canta le sue prime canzoni, come Cuando tú me quieras e Lágrimas de Amor, molte delle quali saranno registrate. Il Trio Los Peregrinos ottenne un enorme successo in Cile e in diversi paesi sudamericani. Questo è difficile da far capire oggima occorre considerare che in quel periodo la musica veniva diffusa fondamentalmente attraverso dischi e radio.
All'inizio del 1953, il trio di Los Peregrinos negli studi della compagnia Odeón accompagnò un giovane cantante di bolero di nome Lucho Gatica con le sue voci e chitarre nelle sue prime registrazioni professionali: "Contigo en la distancia", scritto dal cubano César Portillo de la Luz e "Sinceridad" del nicaraguense Rafael Gastón Pérez.
Anni dopo, avendo appreso della morte di Shaw, Lucho Gatica dichiarò di non dimenticare che questi due bolero che lo resero famoso in tutto il continente erano originariamente nel repertorio di Raúl Shaw Moreno.
Nel 1954 il trio compì una tournée trionfale in Bolivia, visitando le principali città del paese e ricevendo molteplici dimostrazioni di affetto, perché Raúl Shaw era già considerato un cantante di grande risonanza internazionale.

## Raúl Shaw "Moreno" e Los Peregrinos
Raul Shaw Trio voleva che al Trío Los Peregrinos si unisse una prima voce che gli permettese di diventare solista accompagnato da questo eventuale nuovo trio, come avevano fatto con Lucho Gatica. Poiché l'idea non progrediva, Rossí e González si dissociarono dal gruppo.
Così, nel 1956, il cantante convocò il quartetto dei Los Indios formato dal fratello Alex Shaw, Hugo Encinas, voce solista e chitarra, Mario Barrios, suonatore di guitarrilla, e Luis Otero, uno dei migliori chitarristi dell'epoca ed esecutore di charango, per formare il gruppo Raúl Shaw "Moreno" e Los Peregrinos.
Il nuovo gruppo firma il suo primo contratto con la filiale cilena di Odeón e registra nel 1955 il suo primo LP intitolato Boleros - Música del Altiplano. Canzoni di questa registrazione, come ad esempio: Barquita de Vela Vela, Nuestro Ayer, la celebre polca Palmeras del compositore Orureño Gilberto Rojas, Sabrás que te quiero, oltre ai temi registrati su 45 giri e 78 giri anche per l'Odeum di Santiago, tra cui: le guaranias Para no llorar, Mis Noches sin ti, i boleri Cuando tú me Quieras, En ésta Noche Serena y La Barca, lo huapango "El Jinete" del grande compositore messicano José Alfredo Jiménez, furono ascoltate per più di un decennio alla radio in tutta l'America Latina.
Con arrangiamenti vocali elaborati, accompagnati da chitarre, charango e ideófono e il cubano Juan Bruno Tarraza il pianoforte, avevano portato innovazioni nello stile musicale del tempo. Si mettono in luce anche le armonie squisitamente contemporanee nell'interpretazione di armonie tradizionali boliviane, come ad esempio nel huayno Naranjita, o la riedizione di polche "Palmeras", che ha permesso la loro ampia diffusione internazionale.
Eduardo Frisella, argentino, che era amico di Raúl Shaw Moreno, testimonia:
L'influenza di questi musicisti nel repertorio di carattere romantico in America Latina fu molto importante per tutta la seconda metà del XX secolo, ed è rimasta fino ad oggi nelle armonie vocali di gruppi come gli argentini Los Nocheros o del cileno Natalino. Insieme ai Los Peregrinos boliviani fu definitivamente consacrato come uno dei più grandi cultori del bolero e della canzone romantica a livello continentale. Raúl Shaw Moreno affermò che è stato allora che ha vissuto i momenti migliori della sua vita. Con questo gruppo Raúl Shaw parteciperà a quattro film. La rivista Ecran de Santiago, per quegli anni realizzò un concorso, Brújula de la popularidad (Bussola della popolarità) dei cantanti americani, pubblicando i seguenti risultati:
1. Raúl Shaw Moreno: 8285 voti

1. Lucho Gatica: 4650 voti
2. Pedro Infante: 3507 voti
3. Frank Sinatra: 2769 voti

Nel 1957 Raúl Shaw "Moreno" e Los Peregrinos ottennero il Disco de Oro Odeón, per le vendite in Cile del suo primo LP, che gli fu consegnata in un evento di massa presso il Teatro Caupolicán di Santiago del Cile.
Il gruppo, in pieno successo, si sciolse in Messico a causa di un problema tra Raúl e suo fratello Alex Shaw, in quanto quest'ultimo voleva cambiare il nome del gruppo in "Raúl e Alex Shaw e Los Peregrinos". Raul non accettò la proposta, Alex tornò in Bolivia e la seconda e la terza voce partirono per gli Stati Uniti.
Alex Shaw in seguito ha detto di non essere mai riuscito a contare il numero di dischi registrati da Raúl Shaw Moreno:

## Come solista
Dopo aver terminato la sua collaborazione con Los Peregrinos, Raúl Shaw Moreno fu un solista fino alla fine della sua carriera, questa condizione è stata interrotta solo quando entrò nel gruppo Los Tres Caballeros. Come solista registrò con numerosi musicisti e orchestre, tra cui l'Orchestra di Vicente Bianchi, noto musicista cileno, e l'Orchestra di Roberto Inglez, direttore d'orchestra, musicista e arrangiatore nato in Scozia.

## Raúl Shaw e Los tres caballeros
Il trio messicano di bolero, Los Tres Caballeros era originariamente composto da Leonel Gálvez come prima voce, Chamín Correa seconda voce e Roberto Cantoral, terza voce. Quest'ultimo è il compositore dei famosi boleros "El Reloj" e "La Barca". Quando Leonel Gálvez lascia il trio, Raúl Shaw Moreno si unisce al gruppo come prima voce, per un tempo relativamente breve. Con questo trio ha registrato un LP di 10 canzoni.

## Seconda tappa con Los Panchos
Nel 1970, quando il trio Los Panchos aveva 25 anni, Alfredo Gil e Chucho Navarro invitarono Raúl Shaw Moreno a essere di nuovo la prima voce del gruppo. Cantavano questa volta come un quartetto, accompagnati dall'Orchestra Sinfonica del Messico nel Palazzo delle Belle Arti. Inoltre, si imbarcarono in un tour dell'Europa e dell'Asia. In Giappone i loro spettacoli sono molto popolari. A Tokyo, sui poster di strada si poteva leggere: "Nuovo Quartetto Latino, nuovo spettacolo a Tokyo: Raúl Shaw Moreno e il Trio Los Panchos".

## Il compositore
Con il chitarrista Mario Barrios compose diversi boleri di grande successo e alcuni ritmi boliviani. I boleri Cuando tú me quieras, Solo cenizas, Nuestro ayer, Qué saben de mí e El espejo, il taquirari Desilusión e la guarania Para no llorar, possono essere citate come le più importanti della produzione di questo gruppo. Da solo ha composto canzoni memorabili: il bolero Lágrimas de amor, il bailecito Noche chapaca e gli huayños Pollerita e Borrachito ladrón.

## Altri aspetti della sua vita
Raúl Shaw è stato sposato tre volte. Con Marta Salazar di La Paz, con María Fernández di Santa Cruz, e con l'argentina Lilia Archurrut Sineo. Ha avuto tre figli. Il più giovane, Carlos Shaw, frutto del suo matrimonio con Lilia Archurrut Sineo, è un noto musicista di musica elettronica argentino. Dopo il suo ritiro, ha vissuto i suoi ultimi anni a Buenos Aires, dedicandosi completamente alla pittura, l'altra passione della sua vita dopo la musica. Le sue opere rivelano un artista eccellente e un pittore di indubbia arte. Ha realizzato mostre del suo lavoro pittorico in Perù, Argentina e Giappone.
I resti del cantante riposano nel Mausoleo de los Notables della sua città natale. Parte delle sue ceneri sono state depositate simbolicamente nell'altare principale del Tempio di Socavón.

## Premi ed onorificenze
- 1957 - Disco d'Oro Odeon.
- 1964 - Figlio Prediletto di Oruro, è dichiarato dal sindaco Alfredo Rivas Jenkins, in un'audizione di gala tenutasi al Teatro Municipale di Oruro, dove offre una selezione di canzoni con l'accompagnamento del gruppo Los Emperadores de Oruro.
- 1974 - "Escudo de Armas de Oruro". In un atto svoltosi nella Piazza 10 de febrero riceve dal Sindaco Cristián Sierra Tovar lo “Escudo de Armas de Oruro”, avendo svolto un ruolo nel teatro Grand Rex.

## Biografia
Nel 2008 suo fratello Víctor Shaw pubblicò una biografia: Cuando tu me quieras, un libro che comprende circa 200 fotografie, una selezione di comunicati stampa, aneddoti, riproduzioni a colori dei dipinti di Raúl Shaw, un conteggio di dischi, testi e la storia del trio Los Panchos e del trio Los Peregrinos. Il lavoro fu presentato al Palacio Chico di La Paz alla presenza del Vice Ministro della Cultura, Pablo Groux, di Alex Shaw e dello stesso Víctor Shaw.